# Thomas Arnold
Thomas Arnold (East Cowes, Isla de Wight; 13 de junio de 1795-Rugby, Warwickshire; 12 de junio de 1842), es un pedagogo, humanista e historiador inglés, director de la Escuela de Rugby entre 1828 y 1841, y padre del escritor y ensayista Matthew Arnold.

## Biografía
Hijo del cobrador de impuestos británico William Arnold y su mujer Martha de la Field, nació en la isla de Wight y estudió en la escuela de Winchester y en el Corpus Christi College de Oxford, donde conoció al poeta lakista Coleridge. Sobresalió en lenguas clásicas y obtuvo el primer puesto de su promoción.
Tras enseñar un tiempo en el Oriel College, fue ordenado diácono de la Iglesia de Inglaterra en 1818 en Laleham, a orillas del Támesis; y tras nueve años formando a alumnos para ingresar en la Universidad, fue invitado a enseñar en 1828 en el colegio privado de Rugby, la "Rugby Public school", (Public school en el Reino Unido equivale a colegio privado, normalmente en régimen de internado, frente a¨State school, que es lo que en España se denomina colegio público), que por entonces no tenía el mismo status que las de Eton o Winchester. Pero la particular fuerza de su carácter y celo religioso le hicieron transformar por completo la pedagogía de la institución y construirse él mismo un modelo diferente al de los demás colegios privados que, fundándose en el humanismo y el estudio de las lenguas clásicas (latín y griego), describía sus objetivos educativos como el cuidado de las almas en primer lugar, el desarrollo moral después y, por último, el desarrollo intelectual.
Igualmente, ideó una forma inteligente para mantener la disciplina que consistía en que los alumnos de sexto grado supervisaran y controlaran a los más pequeños mientras eran controlados a su vez por los profesores. Aunque al parecer dio una importancia grande a la práctica de la educación física y el deporte (sport) de competición, este papel fue exagerado por la Historia del deporte del barón Pierre de Coubertin, impresionado por la novela autobiográfica que Thomas Hughes escribió sobre sus días de formación en Rugby. Para Arnold, los deportes ya existentes (la carrera, el cricket, el fútbol y el rugby) fomentaban la cooperación y la confianza mutua y satisfacían el placer por la competición y la formación del carácter dentro de un esprit de corps jerárquico y tradicional que configuraba muy satisfactoriamente la personalidad y la voluntad. El deporte solo era un medio hacia la solidaridad, la camaradería y la buena educación social. Buscaba la perfección de cuerpo y de espíritu; el deporte empezó a desarrollarse más tras la muerte de Arnold, a mediados del siglo XIX.
Su sistema mantenía el rigor fundándose en tutores y prefectos nombrados entre los alumnos más antiguos, que debían supervisar la educación de los más jóvenes según un estricto reglamento de normas. Esta reforma de la enseñanza alcanzó tanto prestigio, que el estado la adoptó y a partir de ahí muchos otros países. Aparece un retrato de este modelo de enseñanza en una famosa novela biográfica Tom Brown's Schooldays,  escrita por su pupilo Thomas Hughes. Hay asimismo un esbozo de su personalidad en los Victorianos eminentes de Lytton Strachey, y Arthur Penryhn Stanley compuso su más acabada biografía en 1844.
Arnold se casó con Mary Penrose, de quien tuvo al futuro poeta, crítico y ensayista Matthew Arnold, que fue además inspector de educación, así como a otros hijos notables, como el erudito Tom Arnold o el escritor William Delafield Arnold. Se vio inmerso con gusto en varias y complejas controversias educativas y religiosas (era erastiano y por tanto partidario de una iglesia estatal, por lo que se opuso con fuerza a las jerarquías del alto clero anglicano y al respecto escribió Principles of Church Reform, 1833). En 1841 fue nombrado profesor regio de historia moderna en Oxford y tradujo del griego la Historia de la guerra del Peloponeso de Tucídides. Murió repentinamente de angina de pecho.
Escribió una numerosa obra periodística sobre educación, varios volúmenes de sermones y una Historia de Roma que no llegó a concluir (tres volúmenes 1838-42), así como conferencias sobre historia moderna (Lecturas de Historia Moderna) y Christian Life (1841).

## Obras
- El deber cristiano de la concesión de las reivindicaciones de los católicos romanos (panfleto) Rugby, 1828
- Sermones predicados en la Capilla de la Escuela de Rugby, Londres: Fellowes, 1850 (original 1832).
- Traducción de Tucídides, La historia de la Guerra del Peloponeso (3 vols.) London: Fellowes, 1845.
- Principios de la Reforma de la Iglesia, Oxford: Fellowes, 1833.
- Historia de Roma, Londres: Fellowes, 1838.
- Sermones: Vida Cristiana, sus esperanzas, temores y conclusión, Londres: Fellowes, 1842.
- Sermones: Vida Cristiana, su curso, Londres: Fellowes, 1844.
- La interpretación de la Escritura, Londres: Fellowes, 1845.
- Conferencias Introductorias sobre Historia Moderna, Londres: Longmans, Green & Co, 1842.

- Datos: Q887226
- Multimedia: Thomas Arnold / Q887226
- Textos: Autor:Thomas Arnold